# Décès en 1068
Décès
- 1064
- 1065
- 1066
- 1067
- 1068
- 1069
- 1070
- 1071
- 1072

Cette page dresse une liste de personnalités mortes au cours de l'année 1068 :
- 11 janvier : Egbert Ier de Misnie, margrave de Misnie.
- 22 mai : Go-Reizei, 70e empereur du Japon.
- 1er juin : Íñigo d’Oña, abbé du monastère bénédictin Saint-Sauveur.
- 26 juillet : Saint Austinde, abbé de Saint-Orens puis un archevêque d'Auch.
- 10 novembre : Agnès de Bourgogne, comtesse de Poitou et duchesse d'Aquitaine.

- Abulchares (en), général byzantin.
- Ali ibn Yusuf al-Ilaqi (en), médecin persan.
- Argyrus, catépan d'Italie.
- Böritigin (en), souverain Qarakhanide de la Transoxiane.
- Ch'oe Ch'ung, poète coréen.
- Eadnoth the Constable (en)
- Ibn Abi Sadiq (en), médecin persan.

date incertaine
- après le 10 juillet : 
  - Burcard d'Aoste, Burcard ou Bouchard ou Buckard ou encore Burchard d'Aoste, évêque d'Aoste, archevêque de Lyon, sous le nom de Burchard III et enfin prieur de l'abbaye territoriale de Saint-Maurice d'Agaune.

- vers 1068 :
  - Ephraim ibn al-Za'faran (en), médecin juif.
  - Someshvara I (en), roi Chalukya occidentaux.

## Crédit d'auteurs
- Cet article est partiellement ou en totalité issu de l'article intitulé « 1068 » (voir la liste des auteurs).